# Фриз жизни
«Фриз жизни: поэма о любви, жизни и смерти» — цикл работ норвежского художника Эдварда Мунка, задуманный им с целью отобразить все основные аспекты человеческого бытия. Первые работы цикла были созданы им в начале 1890-х годов, однако в таком виде, каким его задумал художник, фриз демонстрировался только в 1902 году в галерее Берлинского сецессиона.
Картины, разместившиеся на четырёх стенах выставочного зала, составляли четыре раздела: «Рождение любви», «Расцвет и закат любви», «Страх жизни» и «Смерть». Среди них были такие известные работы Мунка, как «Мадонна», «Крик», «Вечер на улице Карла Юхана», «Пепел», «Танец жизни» и другие.

## Список картин
Точный перечень картин на берлинской выставке не сохранился и восстанавливается по фотографиям и свидетельствам очевидцев. Кроме того, известно, что художник продолжал перерабатывать «Фриз»: на последующих выставках картины могли меняться местами или заменяться другими. Примерный порядок картин, представленных на берлинской выставке, выглядит так:

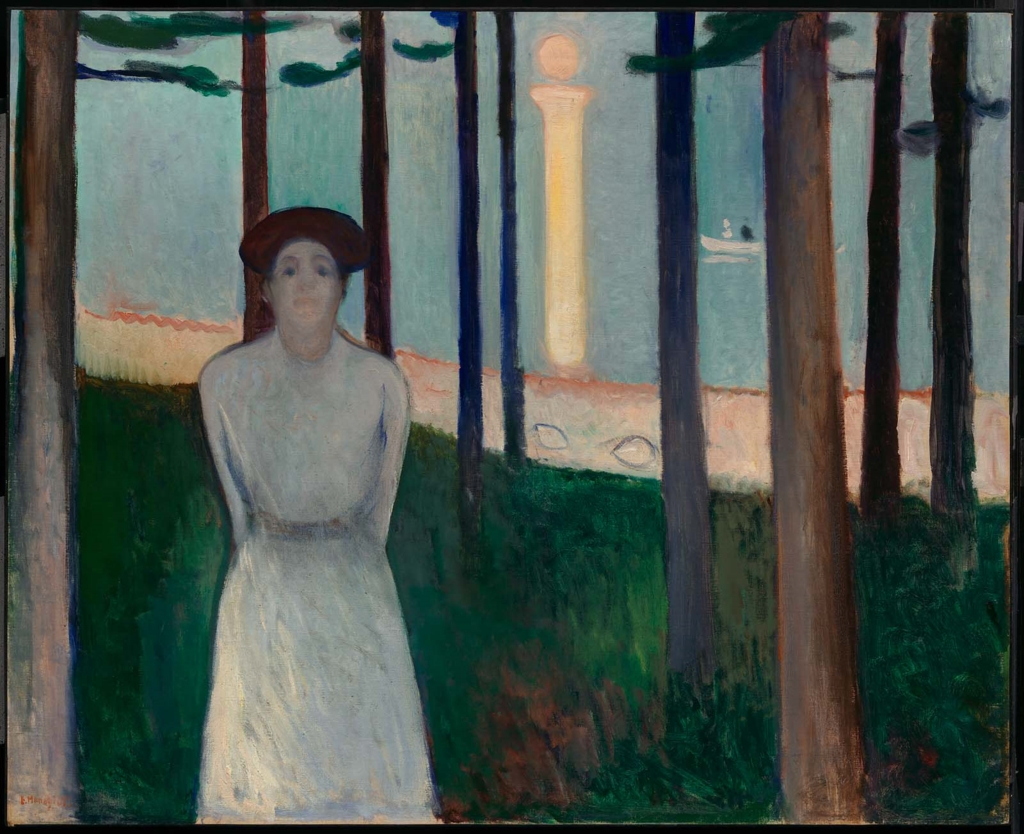
«Голос» (1893)

### Рождение любви
- Голос (1893)
- Красное и белое (1894)
- Глаза в глаза (известна также как Влечение, ок. 1895)

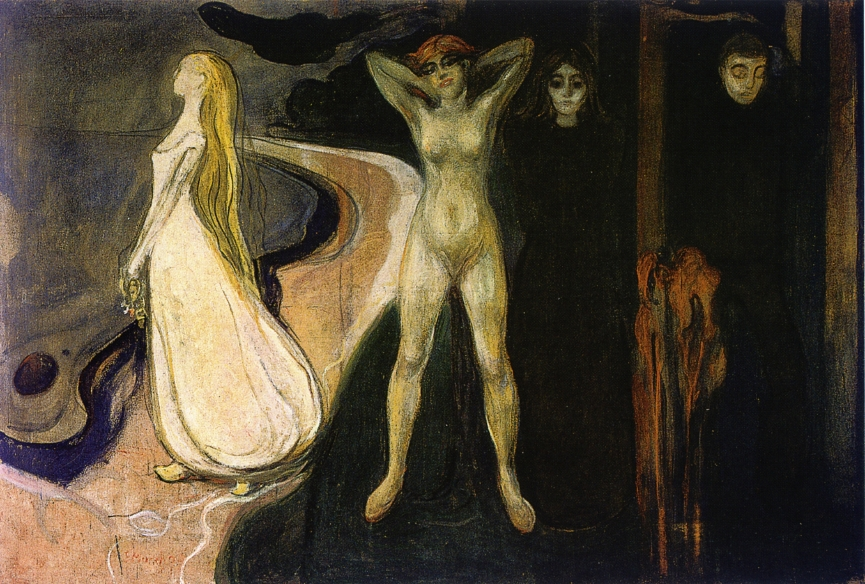
«Три возраста женщины» (1893-5)

- Танец на берегу (ок. 1900)
- Поцелуй (ок. 1892)
- Мадонна (1894)

### Расцвет и закат любви
- Пепел (1894)
- Вампир (1893)
- Танец жизни (1899—1900)
- Ревность (1895)
- Сфинкс (Три возраста женщины) (1893-95)

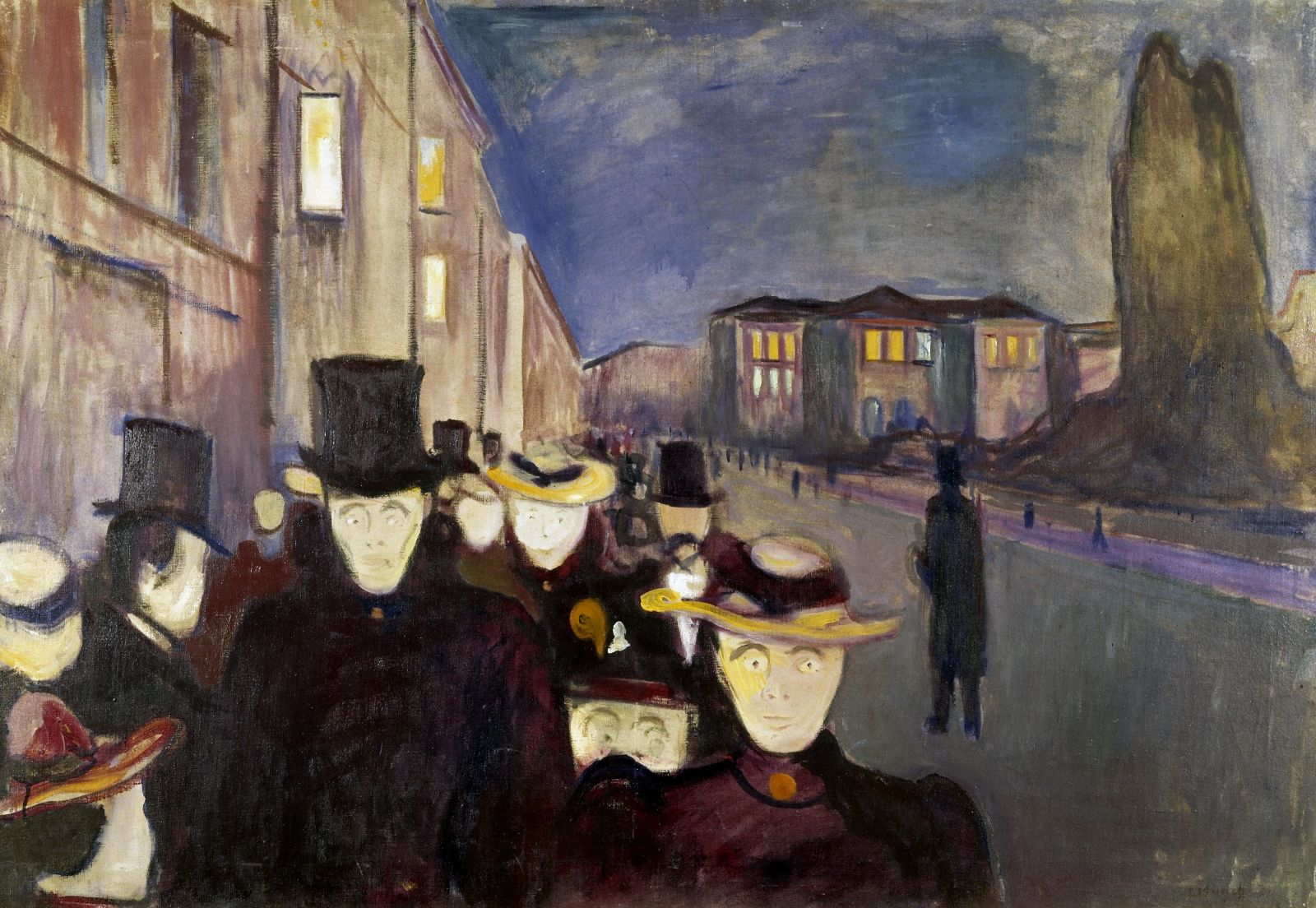
«Вечер на улице Карла Юхана» (1894)

- Меланхолия (1894-95)

### Страх жизни

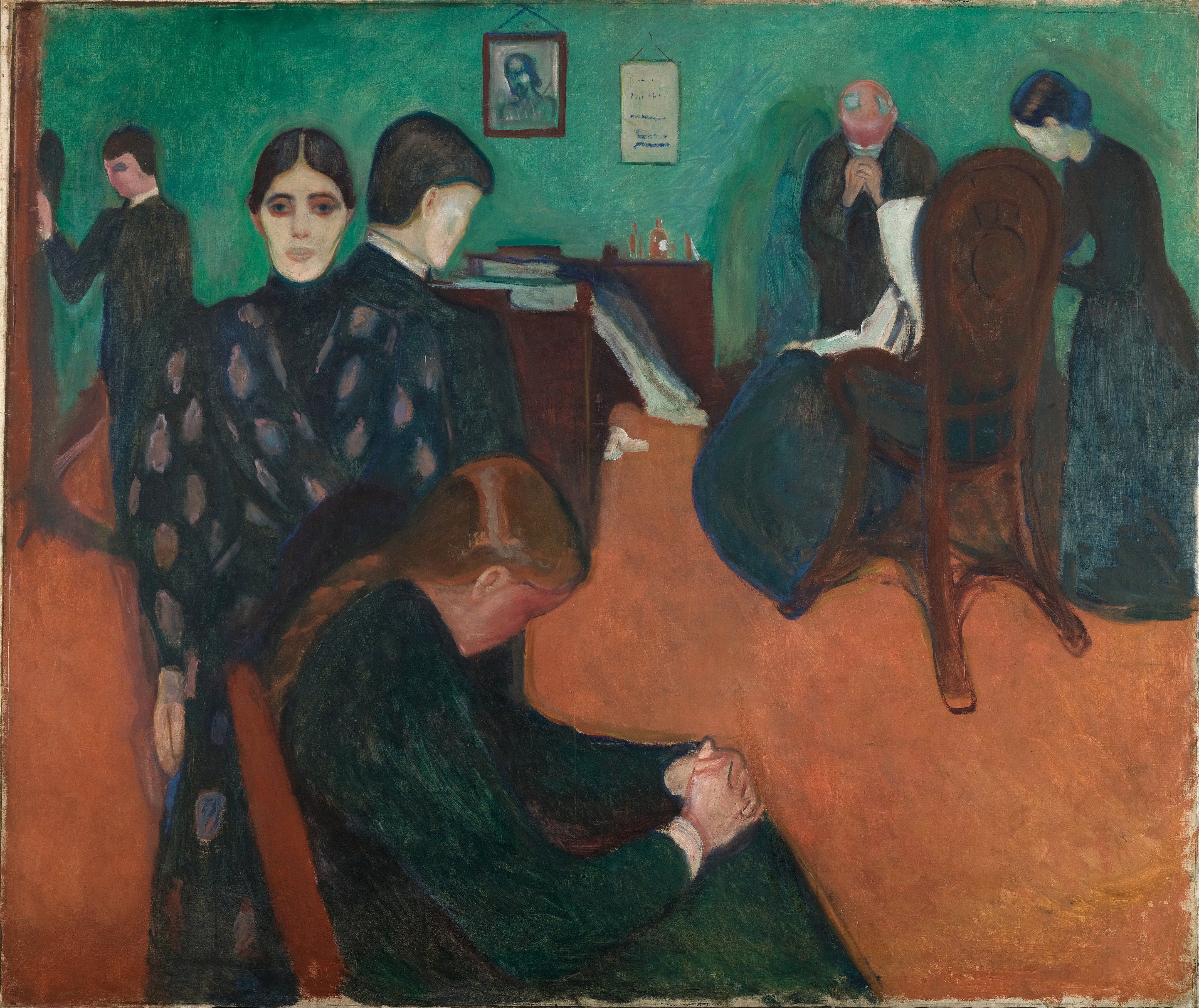
«Смерть в комнате больного» (1893)

- Тревога (1894)
- Вечер на улице Карла Юхана (1894)
- Красный плющ (1898—1900)
- Голгофа (ок. 1900)
- Крик (1893)

### Смерть
- У смертного ложа (Агония) (1895)
- Смерть в комнате больного (1893)
- Катафалк на Потсдамской площади (1902, впоследствии исключена из экспозиции)
- Обмен веществ (1898)
- Девочка у постели умершей матери (1893-99)